# Fiat 1300/1500
Fiat 1300 и Fiat 1500 — семейство итальянских легковых автомобилей, выпускавшихся компанией Fiat с 1961 по 1967 год.

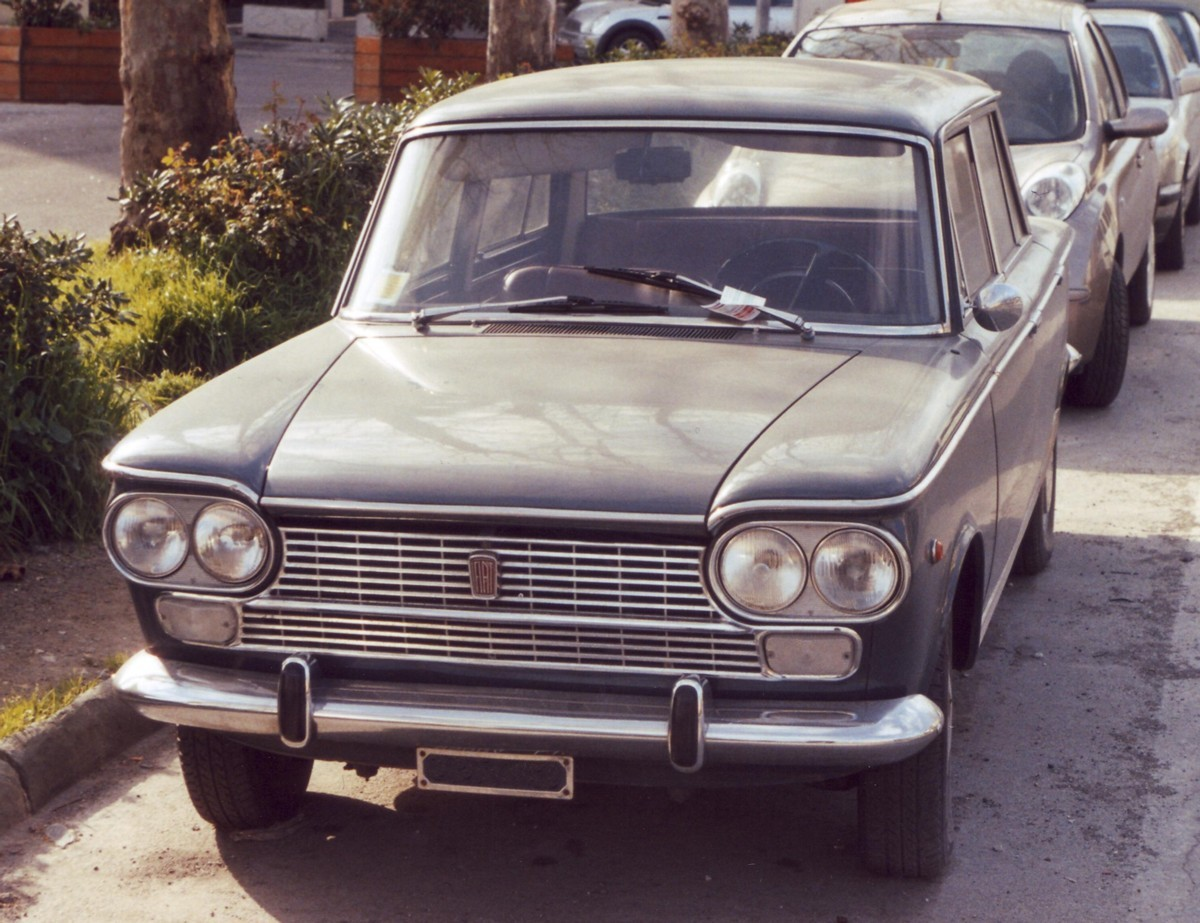
Fiat 1500 C
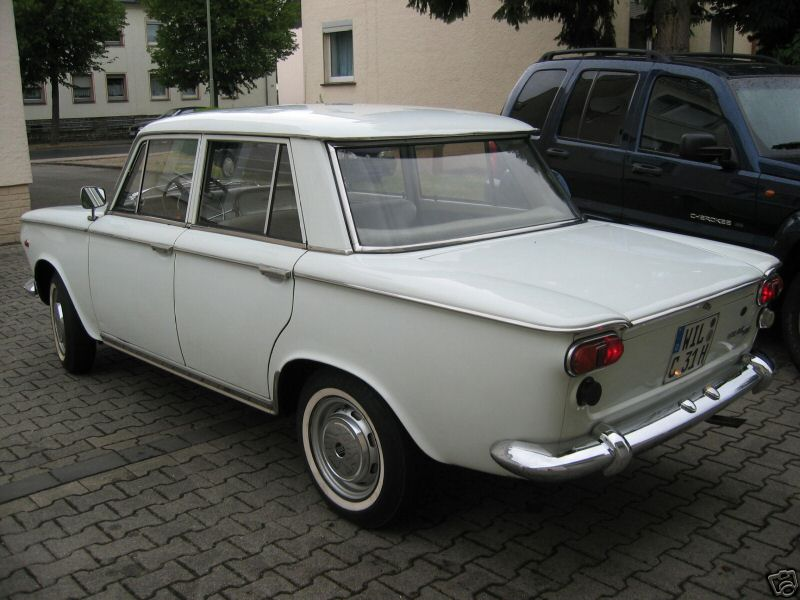
1965 Fiat 1300
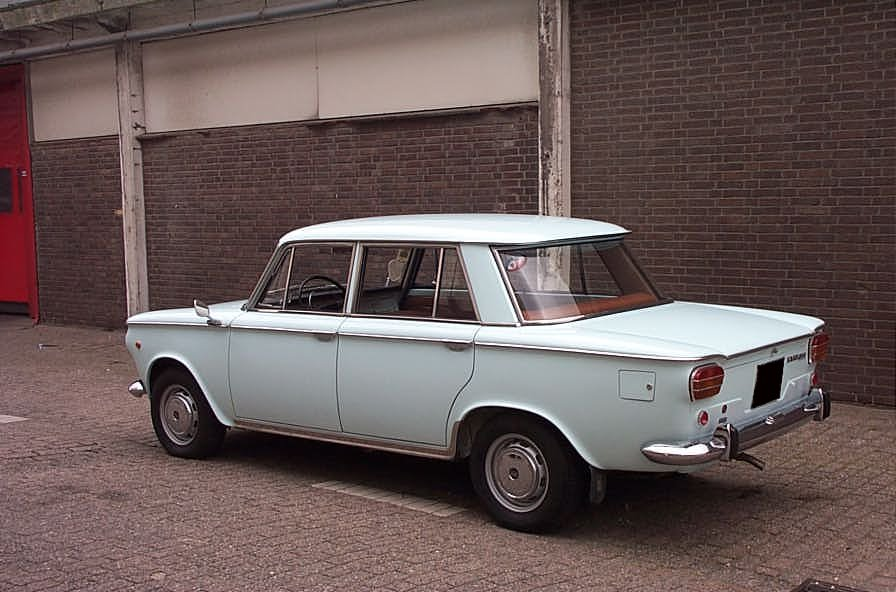
1966 Fiat 1500 C
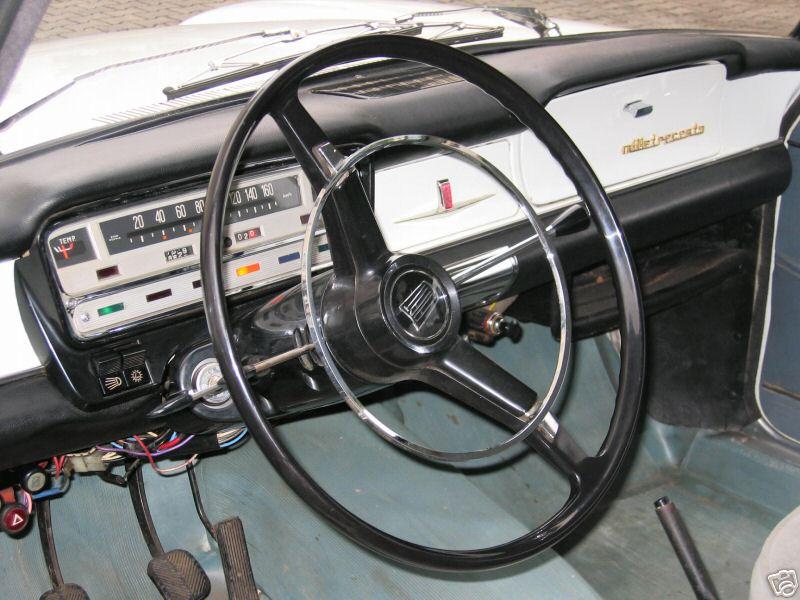
1965 Fiat 1300
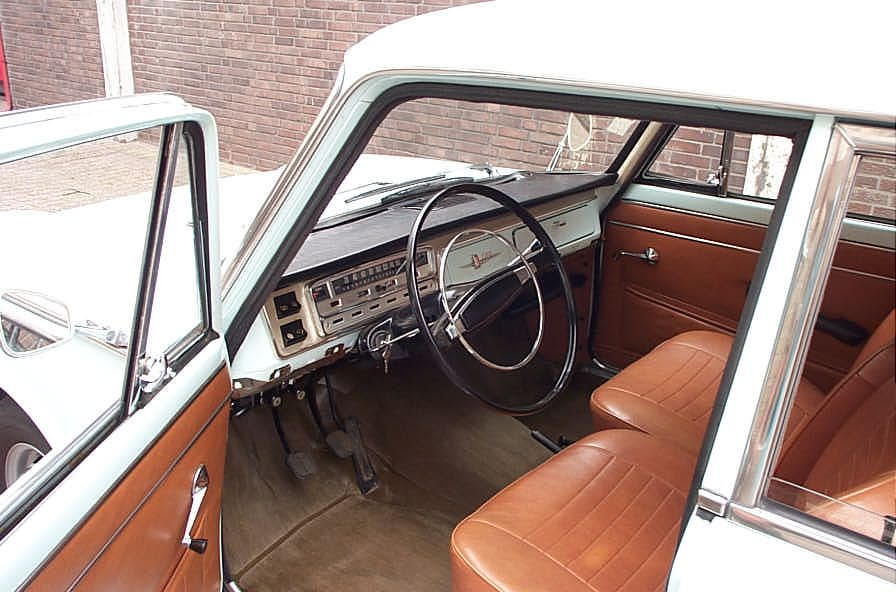
1966 Fiat 1500 C
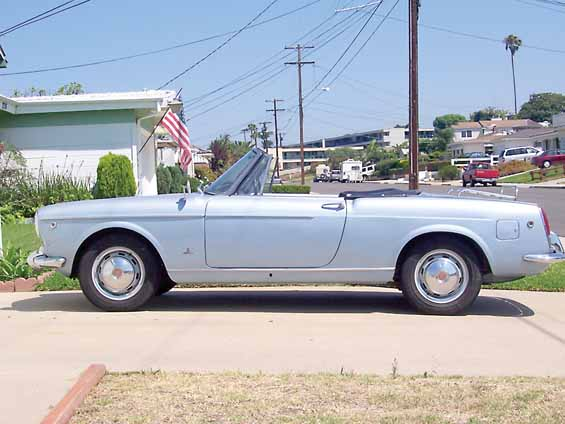
1965 Fiat 1500 cabrio
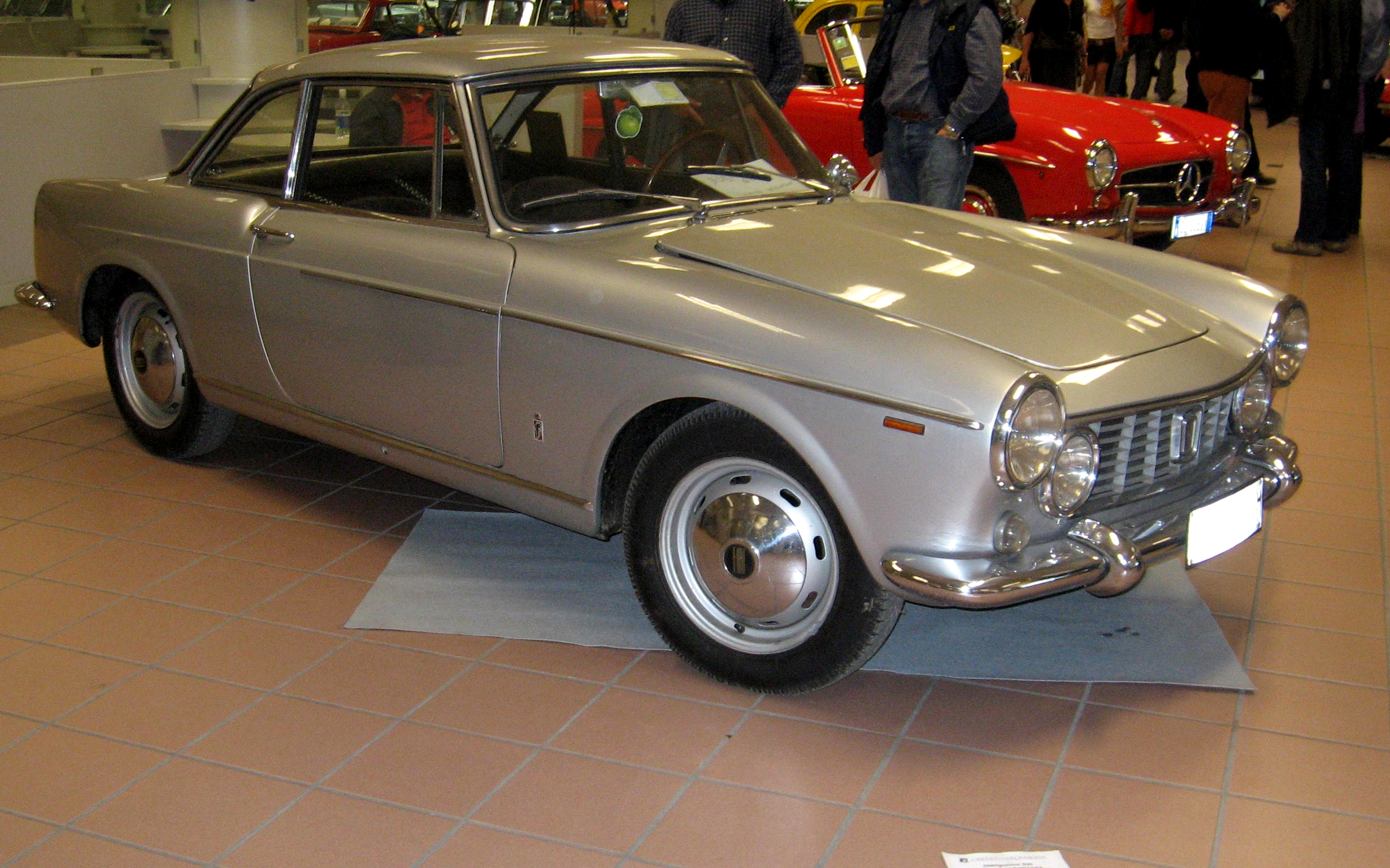
Fiat 1500 Coupé
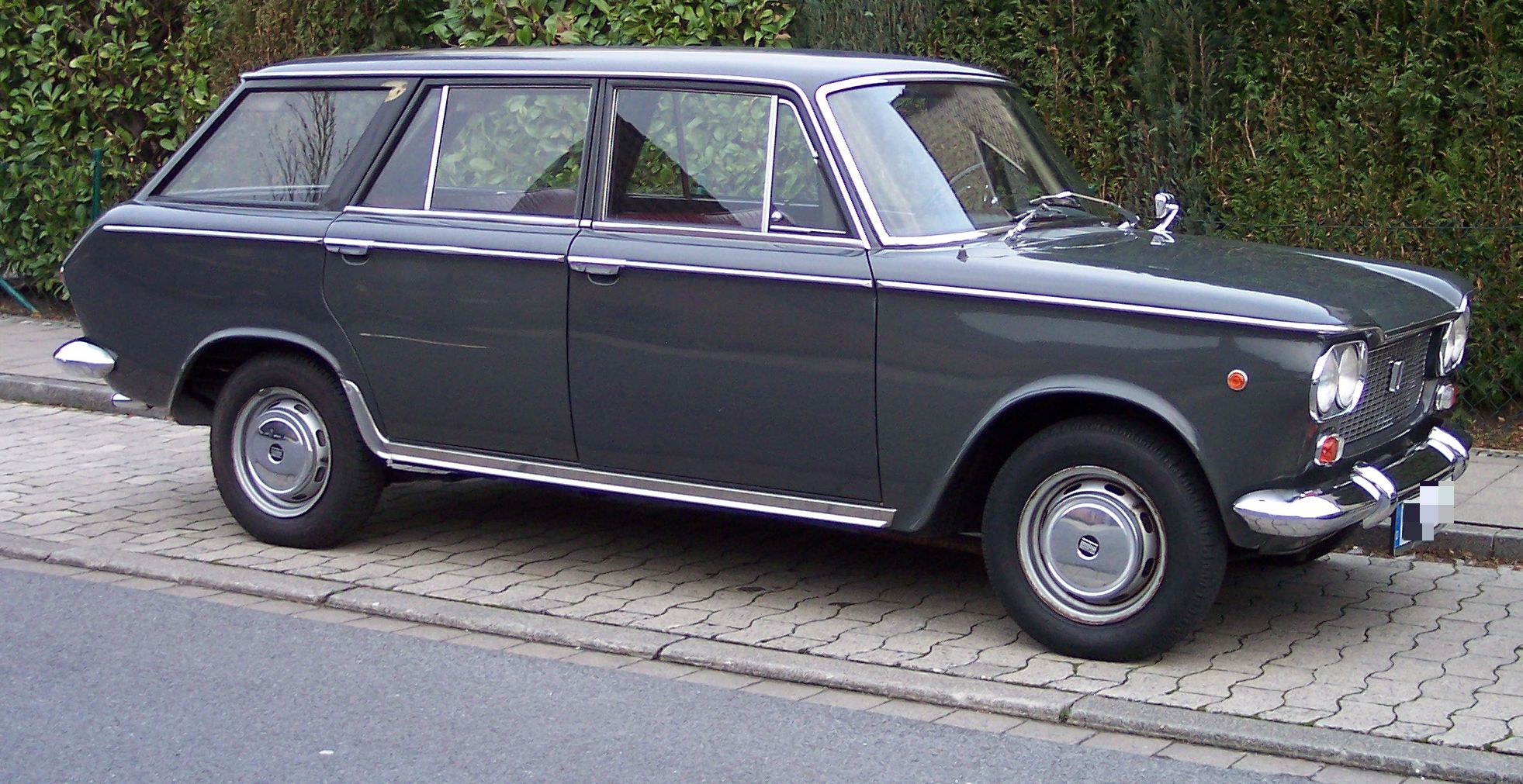
Fiat 1300 Familiare

Автомобили были спроектированы на замену Fiat 1200. Модели 1300 и 1500 были практически одинаковыми, но различались объёмом двигателя, что и было отражено в их названиях. Машины выпускались в версиях седан, универсал и кабриолет. Все они имели немного разный стиль кузова, но при этом на них был установлен один и тот же двигатель 1300 или 1500.
Также 1300/1500 и модификации на их основе выпускались в Югославии на заводе Застава и на подконтрольном Fiat немецком автозаводе Некар. Компоновка 1500C была использована как основа для следующей модели — Fiat 125, в то время как выпускавшийся в Польше на заводе FSO Polski Fiat 125p был спроектирован путём объединения кузова от 125 модели и механики (двигатель, коробка передач, подвеска) от 1300/1500. В Италии модель 1300 была заменена Fiat 124 в 1966, а на смену 1500 пришёл Fiat 125 годом позже.

## Двигатель
На моделях 1300/1500 двигатель был расположен спереди, продольно, передавая крутящее усилие через четырёхступенчатую коробку передач на задние колеса. Двигатели автомобилей имели одинаковую конструкцию, различаясь только объёмом:
- Fiat 1300—1295 см³ (диаметр цилиндра 72 × ход 79,5 мм) мощностью 60 л. с. @ 5200 об/мин
- Fiat 1500—1481 см³ (диаметр цилиндра 77 × ход 79,5 мм) мощностью 73 л. с. @ 5200 об/мин

Новинкой в то время было использование дисковых тормозов на передних колесах.
Оба варианта автомобиля имели базу длиной 2425 мм, но с 1964 база 1500 была увеличена до 2505.